# Krzysiek (wójt Ustronia)
Krzysiek (zm. po 1649) – pierwszy znany wójt Ustronia.
Jego imię pojawia się w najstarszej zachowanej księdze gruntowej Ustronia z lat 1647–1652 prowadzonej przez Piotra Żygotę, urzędnika księżnej Elżbiety Lukrecji. W oryginale imię wójta zapisano jako "Krzizick". Imię to odczytał historyk Franciszek Popiołek jako Jirzik (Jerzyk). Pomyłkę tego badacza sprostował inny historyk zajmujący się dziejami Śląska Cieszyńskiego, Janusz Spyra. Zwrócił on uwagą na to, że we wspomnianej księdze pojawiają się świadkowie ze strony Krziszkowej, co dodatkowo przesądza o odczytaniu imienia.
Krzysiek był wójtem do 1649, kiedy sprzedał wójtostwo Janowi Moskale.
Był on wójtem jedynie nad pełnorolnymi gospodarzami; w 1647 pojawił się osobny wójt nad komornikami, którym został Jerzy Śliwka (księżna Elżbieta Lukrecja dała Śliwce do wyboru albo odbywać robociznę przy dworze, albo zostać wójtem dla komorników).